# Guillaume de Soissons
Guillaume de Soissons, a veces llamado William de Soissons, fue un prelado y filósofo medieval, activo en París en el siglo XII. Se desconocen sus datos biográficos, a excepción de que estudió con Juan de Salisbury y Adam du Petit-Pont, y que posteriormente fue profesor de Guillermo de Tiro en la Universidad de París. Esto sugiere que hubo de estar activo al menos durante la década de 1140. Guillermo de Tiro dijo de él que era de hablar entrecortado pero de mente aguda.
No se conserva obra escrita suya, aunque sus argumentos e ideas circularon e influyeron mucho en la escuela lógica de Paris. Como estudiante de Adam du Petit-Pont, también conocido como Adam Parvipontanus, perteneció a la escuela lógica llamada de los Parvipontinos.

## Principio de Explosión
De Soissons parece haber sido la primera persona en exponer el Principio de explosión en lógica clásica. Según Juan de Salisbury, su estudiante Guillaume de Soissons 

...Inventó una máquina con la intención de sojuzgar por fuerza los viejos principios de la lógica, demostrando consecuencias increíbles y derribando las teorías de los antiguos.

Se cree que Guillaume de Soissons posiblemente inventara alguna máquina física capaz de computar silogismos lógicos, lo que constituiría un antecedente a los esfuerzos de Ramon Llull en ese campo. 
Al mismo tiempo, parece que como parte de estos esfuerzos, De Soissons ofreció una prueba en la que demostraba que si se acepta una contradicción como cierta, es posible inferir cualquier otra aserción como cierta. Por ejemplo, esto significa que si alguien cree que Está lloviendo (P) y no está lloviendo (P) al mismo tiempo y en el mismo sentido, es posible inferir que hay árboles en la Luna (E), o cualquier otro enunciado. La forma de la prueba original que se conserva es la dada por Juan de Salisbury.
La prueba de De Soissons parece ser la primera respuesta formal a la pregunta ‘’¿Por qué no se aceptan las contradicciones en los razonamientos lógicos?’’. Aunque desde la Grecia clásica exponer contradicciones había sido una estrategia habitual para demostrar que un argumento era erróneo, no existía prueba explícita alguna que demostrara por qué las contradicciones eran incorrectas. La prueba de De Soissons fue la primera prueba de su tipo, y parece que la primera en usar el principio de explosión. 

### Prueba de De Soisson
En el siglo XIX, Clarence Lewis formalizó la prueba de De Soissons en términos modernos:
Demostración
V    : ó
&    : y
→    : inferencia
P    : premisa
¬ P  : negación de P
P &¬ P : contradicción.
E      : cualquier aserción posible (Explosión).
```
(1) P &¬ P → P         (Si P y ¬ P son verdad ambas entonces P es verdad)
(2) P → P∨E            (Si P es verdad entonces P o E es verdad)
(3) P &¬ P → P∨E       (Si P y ¬ P son verdad ambas entonces P or E son verdad (de (2))
(4) P &¬ P → ¬P        (Si P y ¬ P son verdad ambas entonces ¬P es verdad)
(5) P &¬ P → (P∨E) &¬P (Si P y ¬ P son verdad ambas entonces (P∨E) es verdad (de (3)) y ¬P es verdad (de (4)))
(6) (P∨E) &¬P → E      (Si (P∨E) es verdad y ¬P es verdad entonces E es verdad)
(7) P &¬ P → E         (De (5) y (6) se sigue (7), esto es, que si P y ¬ P son verdad, entonces E es verdad)
```

En el siglo XV, la prueba de De Soissons fue rechazada por la escuela de Colonia, que rechazaba el paso 6 de la misma. Sin embargo, para el siglo XIX, el principio de Explosión era ampliamente aceptado como auto-evidente.